# Fritz Lewy (Grafiker)
Fritz Lewy (*  22. Mai 1893 in Essen; † 12. Juni 1950 in Cincinnati) war ein deutsch-amerikanischer Bühnenbildner und Grafiker.

## Leben

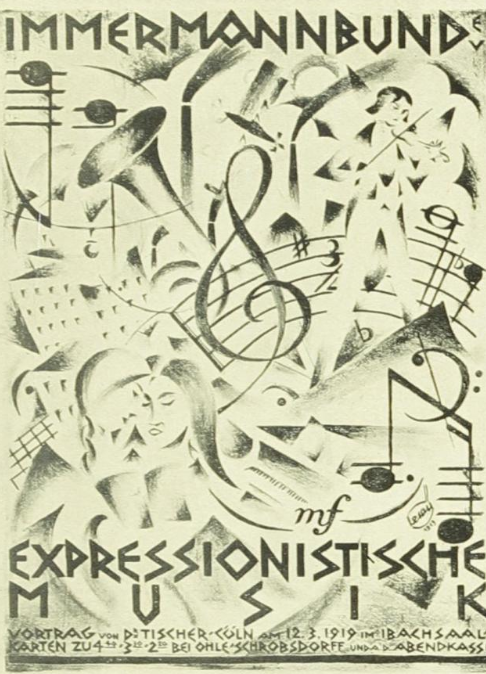
1919: Plakat „Expressionistische Musik“ zur Vortragsveranstaltung vom Immermannbund in Düsseldorf

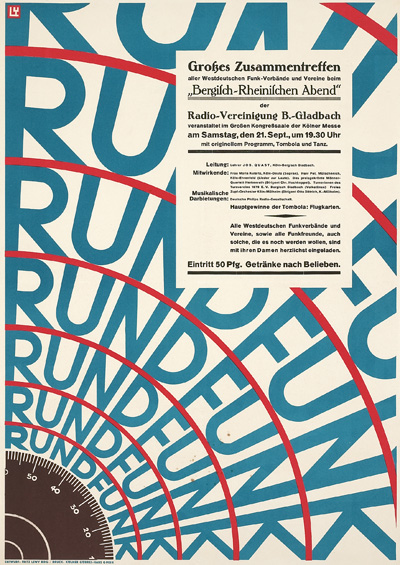
1929: „Rundfunk“; „Großes Zusammentreffen aller Westdeutschen Funk-Verbände und Vereine...“, Radio-Vereinigung Bergisch-Gladbach, Köln

Fritz Lewy war der älteste von drei Söhnen des Essener Kaufmanns Gustav Lewy und dessen Ehefrau Anna, geborene Rosenberg. Er wuchs in Essen auf, wo er 1911 am Helmholtz-Realgymnasium das Abitur bestand, und studierte anschließend an der Kunstgewerbeschule Essen, ab 1912/13 am Kunsthistorischen Institut der Universität Bonn bei Paul Clemen. Ohne sein Studium abzuschließen, meldete er sich nach Ausbruch des Ersten Weltkriegs als Kriegsfreiwilliger und diente bis 1918. 1917 heiratete er die Düsseldorfer Kaufmannstochter Helene Frank (1888–1981). Nach dem Krieg kehrte Lewy nach Düsseldorf zurück und eröffnete ein Graphisches Atelier auf der Kreuzstraße. Er schloss sich der Künstlergruppe Junges Rheinland an und entwarf Bühnenbilder für das Düsseldorfer Schauspielhaus (1920–1924/1934). Als Freiberufler arbeitete er in den 20er Jahren unter anderem als Gebrauchsgrafiker für den Düsseldorfer Immermannbund und die rheinische Privatwirtschaft. 1921 holte Ernst Hardt, der Intendant des Deutschen Nationaltheaters Weimar, Fritz Lewy an seine Bühne. Bis zum Ende von Hardts Intendanz im Jahre 1924 pendelte Lewy zwischen Düsseldorf und Weimar.
1927 nahm er die Stelle des Chefgrafikers beim Westdeutschen Rundfunk an, nachdem Ernst Hardt 1926 künstlerischer Leiter des Senders geworden war.
Im März 1933 wurde er als Jude entlassen, bereits im Sommer emigrierte er mit seiner Frau nach Barcelona, wo er weiter als Grafiker tätig war. 1938 gelang dem Ehepaar die weitere Emigration nach Cincinnati/Ohio. 1943 nahm Lewy die amerikanische Staatsbürgerschaft an.